# Manuel García Corpus
Teófilo Manuel García Corpus (Villa de Zaachila, Oaxaca, 6 de febrero de 1958) es un político mexicano, actualmente miembro del partido Movimiento Regeneración Nacional (Morena). Ha sido en cuatro ocasiones diputado federal.

## Reseña biográfica
Manuel García Corpus es ingeniero agrónomo con especialidad en economía agrícola egresado de la Universidad Autónoma Chapingo, y tiene una maestría en Derecho y Política Electoral por la Universidad Autónoma Benito Juárez de Oaxaca.
Ejerció su profesión como residente agropecuario en la región Sierra Sur de Oaxaca de la Secretaría de Agricultura y Recursos Hidráulicos de 1983 a 1984. De 1985 a 1994 laboró en la Compañía Nacional de Subsistencias Populares (CONASUPO) y su sucesora DICONSA, llegando a ser subgerente y gerente de la misma en la ciudad de Oaxaca de Juárez. Fue miembro del PRI a partir de 1986.
De 1994 a 1997 fue secretario general de la Liga de Comunidades Agrarias y Sindicatos Campesinos, sección de la Confederación Nacional Campesina en Oaxaca, además de consejero estatal del PRI.
En 1997 fue postulado y electo por primera ocasión diputado federal en representación del Distrito 9 de Oaxaca, a la LVII Legislatura y en la que ocupó los cargos de secretario de la Mesa Directiva e integrante de las comisiones de Agricultura; Distribución y Manejo de Bienes de Consumo y Servicios; Reforma Agraria; y, Especial de Asuntos de la Frontera Sur. Volvió a ser electo diputado federal en dos ocasiones más por el mismo distrito electoral, de 2003 a 2006 a la LIX Legislatura en la que fue presidente de la Comisión de Reforma Agraria e integrante de la Comisión de Asuntos Indígenas; y de 2009 a 2012 a la LXI Legislatura y en donde fue integrante de las comisiones de Fomento Cooperativo y Economía Social; Reforma Agraria; y, Asuntos Indígenas.
Además de 2001 a 2003 fue diputado al Congreso de Oaxaca, y el 12 de diciembre de 2006 fue nombrado Secretario General de Gobierno del estado por el gobernador Ulises Ruiz Ortiz, en sustitución de Heliodoro Díaz Escárraga;  dejando el cargo en 2009. De 2013 a 2016 fue delegado en Oaxaca de la Secretaría de Agricultura, Ganadería, Desarrollo Rural, Pesca y Alimentación. dejando el cargo para ser candidato a diputado al Congreso del estado, no logrando ser electo.
El 21 de febrero de  2018 renunció a su militancia en el PRI y se afilió al Partido de la Revolución Democrática, siendo nombrado representante del PRD ante el Instituto Nacional Electoral y postulado candidato a diputado federal plurinominal por la coalición Por México al Frente, resultando electo a la LXIV Legislatura en la que ocupa el cargo de secretario de la comisión de Desarrollo y Conservación Rural, Agrícola y Autosuficiencia Alimentaria, y es integrante de las comisiones de Protección Civil y Prevención de Desastres; de Pueblos Indígenas; y de Comunicaciones y Transportes.
Formó parte de la bancada del PRD hasta el 15 de enero de 2019 en que renunció a este partido y de incorporó a la bancada de Morena.